# 尤尼蒂村 (密蘇里州)
尤尼蒂村（英語：Unity Village）是位於美國密蘇里州傑克遜縣的村。

## 人口
根據2020年美國人口普查的數據，尤尼蒂村的面積為3.95平方千米，當中陸地面積為3.78平方千米，而水域面積為0.17平方千米。當地共有人口66人，而人口密度為每平方千米17人。